# Саут-Гейвен (Індіана)
Саут-Гейвен (англ. South Haven) — переписна місцевість (CDP) в США, в окрузі Портер штату Індіана. Населення — 5084 особи (2020).

## Географія
Саут-Гейвен розташований за координатами 41°32′38″ пн. ш. 87°8′12″ зх. д. / 41.54389° пн. ш. 87.13667° зх. д. (41.543784, -87.136654).  За даними Бюро перепису населення США в 2010 році переписна місцевість мала площу 3,22 км², уся площа — суходіл.

## Демографія
Згідно з переписом 2010 року, у переписній місцевості мешкали 5282 особи в 1829 домогосподарствах у складі 1401 родини. Густота населення становила 1641 особа/км².  Було 1974 помешкання (613/км²).
Расовий склад населення:
| - 91,3 % — білих - 3,0 % — чорних або афроамериканців - 0,3 % — азіатів - 0,2 % — корінних американців - 3,0 % — осіб інших рас |

До двох чи більше рас належало 2,2 %. Частка іспаномовних становила 9,8 % від усіх жителів.
За віковим діапазоном населення розподілялося таким чином: 27,3 % — особи молодші 18 років, 62,0 % — особи у віці 18—64 років, 10,7 % — особи у віці 65 років та старші. Медіана віку мешканця становила 35,0 року. На 100 осіб жіночої статі у переписній місцевості припадало 96,3 чоловіків;  на 100 жінок у віці від 18 років та старших — 92,7 чоловіків також старших 18 років.
Середній дохід на одне домашнє господарство  становив 58 793 долари США (медіана — 51 310), а середній дохід на одну сім'ю — 67 716 доларів (медіана — 60 263). Медіана доходів становила 55 647 доларів для чоловіків та 31 399 доларів для жінок. За межею бідності перебувало 14,6 % осіб, у тому числі 15,8 % дітей у віці до 18 років та 5,6 % осіб у віці 65 років та старших.
Цивільне працевлаштоване населення становило 2410 осіб. Основні галузі зайнятості: виробництво — 23,4 %, освіта, охорона здоров'я та соціальна допомога — 17,4 %, роздрібна торгівля — 15,9 %.